# Obeliscos de Roma

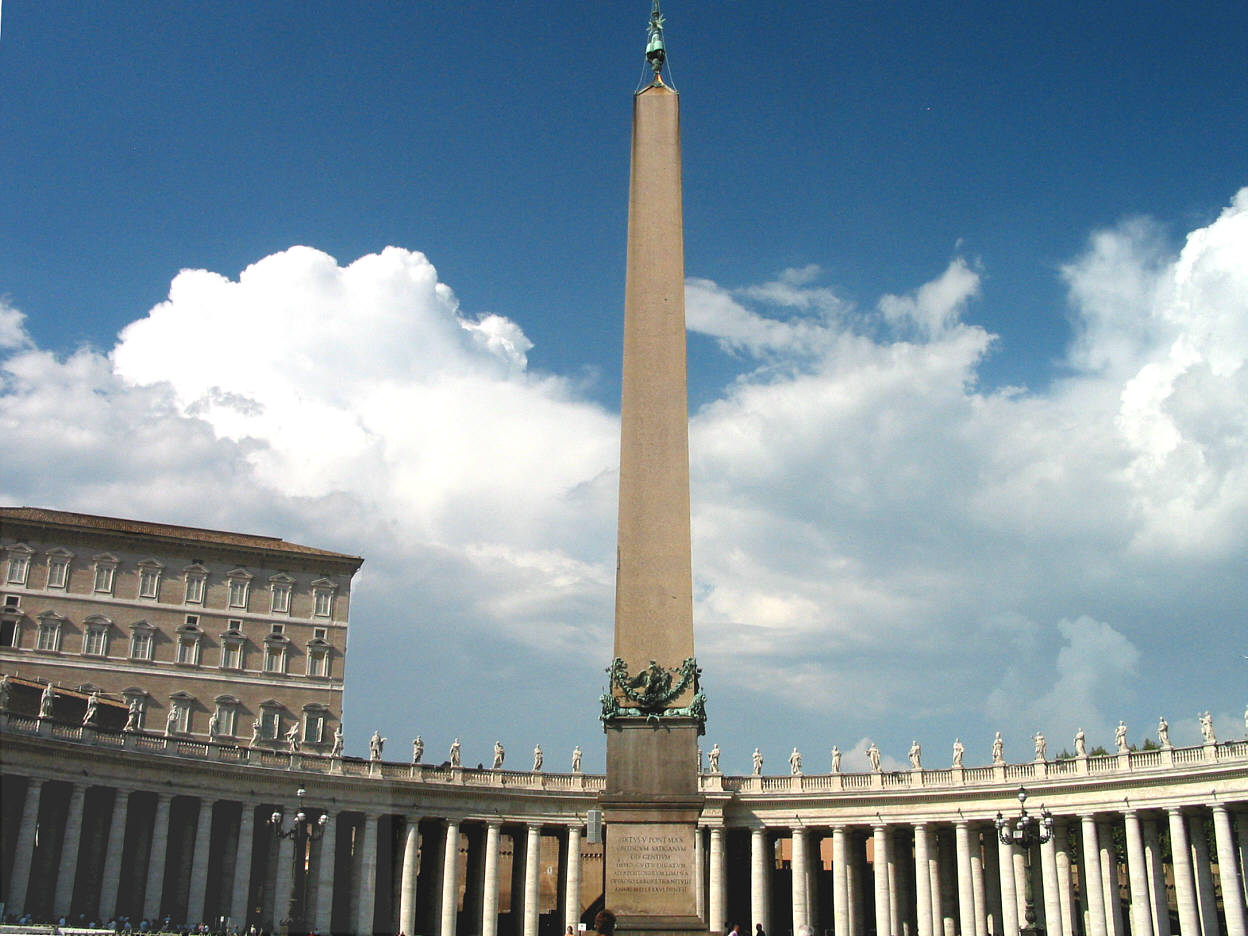
Obelisco vaticano de la Plaza de San Pedro

En Roma se encuentran trece obeliscos. Ocho de ellos provienen del Antiguo Egipto, mientras que los otros cinco son de la Antigua Roma. También hay una serie de obeliscos más modernos e incluso llegó a haber un obelisco etíope antiguo hasta 2005.

## Obeliscos antiguos egipcios
Al menos ocho obeliscos creados por los antiguos egipcios se trasladaron desde Egipto tras la conquista y se llevaron a Roma. 
| #  | Imagen | Nombre      | Faraón | Altura (con la base)                                                                                                  | Ubicación                    | Notas |
| -- | ------ | ----------- | --- | --- | ---------------------------- | --- |
| 1. |        | Lateranense | Tutmosis III / Tutmosis IV | 32.18 m (45.70 m) | Piazza de San Juan de Letrán | El obelisco más alto de Roma y es el obelisco del Antiguo Egipto más alto de los que quedan en pie, pesando alrededor de 230 toneladas. En principio, proviene del templo de Amón en Karnak. Fue llevado a Alejandría con otro obelisco por Constancio II, y llevado desde allí hasta Roma en 357 para decorar la spina del Circo Máximo. Se encontró en tres piezas en 1587 en las ruinas del circo Máximo, y fue re-erigido por el papa Sixto V cerca del Palacio de Letrán y la basílica de San Juan de Letrán en 1588 en el lugar de la estatua ecuestre de Marco Aurelio, que iba a trasdarse a la Colina Capitolina.                                                                       |
| 2. |        | Vaticano    | Originariamente alzado en el Foro Julio en Alejandría por el prefecto Cornelio Galo por orden de Octavio alrededor del año 30 - 28 a. C. Sin jeroglíficos. | 25.5 m, apoyado en leones de bronce y coronado por las armas Chigi en bronce, en total 41 m hasta la cruz en lo alto. | Piazza di San Pietro         | Llevado a Roma por Calígula en 37 para la spina del Circo de Nerón. Trasladado por el papa Sixto V en 1586 usando un método desarrollado por Domenico Fontana; el primer obelisco monumental alzado en el período moderno, es el único de Roma que no ha caído desde los tiempos romanos. En la Edad Media, la bola dorada de lo alto del obelisco se creía que contenía las cenizas de Julio César. Fontana más tarde quitó la antigua bola metálica, hoy en un museo de Roma, que estaba en lo alto del obelisco y encontró solo polvo. Pedro Tafur en sus Andanças (alrededor de 1440) menciona que muchos pasaban entre el suelo y la base de la «torre», «creyendo que era una cosa santa». |
| 3. |        | Flaminio    | Seti I / Ramsés II | 24 m (36.50 m) | Piazza del Popolo            | Proveniente de Heliópolis. Llevado a Roma por Augusto en el año 10 a. C. con el obelisco Solare y erigido sobre la spina del Circo Máximo. Encontrado con el obelisco Lateranense en 1587 en dos piezas y re-erigido por el papa Sixto V en 1589. Las esculturas con fuentes de león fueron añadidas a la base en 1818. |
| 4. |        | Solare      | Psamético II | 21.79 m (33.97 m) | Piazza di Montecitorio       | Proveniente de Heliópolis. Augusto lo llevó a Roma en 10 a. C. junto con el obelisco Flaminio para formar el gnomon de un reloj de sol en el Campo de Marte. Encontrado en el siglo XVI pero vuelto a enterrar. Redescubierto y re-erigido por el papa Pío VI enfrente del Palazzo Montecitorio en 1792. |
| 5. |        | Macuteo     | Ramsés II | 6.34 m (14.52 m) | Piazza della Rotonda         | Era uno de una pareja en el Templo de Ra en Heliópolis, el otro era el mucho más pequeño llamado Matteiano. Trasladado al templo de Isis cerca de Santa Maria sopra Minerva. Encontrado en 1373 cerca de San Macuto y erigido al este de Santa Maria in Aracoeli sobre el Capitolio. Trasladado enfrente del Panteón por el papa Clemente XI en 1711 sobre una fuente de Filippo Barigioni. |
| 6. |        | Minerveo    | Apries | 5.47 m (12.69 m) | Santa Maria sopra Minerva    | Originalmente uno de un par que provenían de Sais. Diocleciano lo llevó a Roma para el cercano templo de Isis. Encontrado en 1655 y re-erigido en 1667 por el papa Alejandro VII sobre una base de elefante por Bernini, detrás del Panteón de Roma. El otro del par está en Urbino. |
| 7. |        | Dogali      | Ramsés II | ? (6.34 m) | Termas de Diocleciano        | Originariamente uno de un par de Heliópolis, el otro está hoy en los jardines de Boboli en Florencia. Trasladado al Templo de Isis en Roma. Encontrado en 1883 por Rodolfo Lanciani cerca de Santa Maria sopra Minerva. Actualmente conmemora la batalla de Dogali, primeramente enfrente de la Estación de Roma Termini y trasladado a su actual lugar en 1924. |
| 8. |        | Matteiano   | Ramsés II | 2.68 m (12.23 m) | Villa Celimontana            | En principio uno de un par en el templo de Ra en Heliópolis, el otro es el Macuteo que conserva la mayor parte de su altura original. Trasladado al Templo de Isis cerca de Santa Maria sopra Minerva. Encontrado en el siglo XIV y erigido al este de Santa Maria in Aracoeli en la Colina Capitolina. Trasladado a Villa Celimontana después de que Miguel Ángel rediseñara la plaza a finales del siglo XVI. Perdido de nuevo; los fragmentos se redescubrieron y volvieron a alzar en 1820. Es el obelisco más pequeño de Roma. |

## Copias romanas antiguas
Al menos cinco obeliscos fueron elaborados en Egipto en el período romano a petición de romanos ricos, o los hicieron en Roma como copias de antiguos originales egipcios.
| #  | Imagen | Nombre     | Altura (altura incluida la base entre paréntesis) | Ubicación             | Notas |
| -- | ------ | ---------- | ------------------------------------------------- | --------------------- | --- |
| 1. |        | Agonal     | 16.53 m (más de 30 m)                             | Piazza Navona         | Se trata de un obelisco encargado por Domiciano como una copia de estilo egipcio con jeroglíficos y erigido en el Templo de Serapis. Trasladado al Circo de Majencio por Majencio. Erigido sobre la Fuente de los Cuatro Ríos de Bernini en 1651. |
| 2. |        | Quirinal   | 14.63 m (28.94 m)                                 | Piazza del Quirinale  | Originariamente erigido en el flanco oriental del Mausoleo de Augusto, emparejado con el obelisco Esquilino. Hallado en 1527. Erigido por el papa Pío VI en 1786 sobre la colina Quirinal cerca de estatuas de los Dioscuros (llamados los Domadores de caballos) de las Termas de Constantino. |
| 3. |        | Esquilino  | 14.75 m (25.53 m)                                 | Piazza dell'Esquilino | Originalmente erigido en el lado oeste del Mausoleo de Augusto, emparejado con el obelisco Quirinal. Encontrado en 1587 por el papa Sixto V detrás de Santa Maria Maggiore. |
| 4. |        | Salustiano | 13.91 m (30.45 m)                                 | Trinità dei Monti     | Sobre la Escalinata española. Se trata de una copia realizada en época romana copiando jeroglíficos de los faraones Seti I y Ramsés II del Obelisco Flaminio, para los jardines de Salustio. Encontrado por los Ludovisi y trasladado a la Plaza de San Juan de Letrán en 1734, pero mantenido en horizontal. Alzado en 1789 por el papa Pío VI frente a la Iglesia Trinità dei Monti sobre la Plaza de España. |
| 5. |        | Pinciano   | 9.24 m (17.26 m)                                  | Colina Pinciana       | Encargado por Adriano y erigido en Tívoli para la tumba de Antínoo. Trasladado a Roma por Heliogábalo para decorar la spina del Circo Variano. Encontrado en el siglo XVI cerca de Porta Maggiore. Trasladado al Palacio Barberini, luego al Vaticano por el papa Clemente XIV. Finalmente erigido en la colina Pinciana por el papa Pío VII en 1822.                                                           |

## Obelisco de Aksum

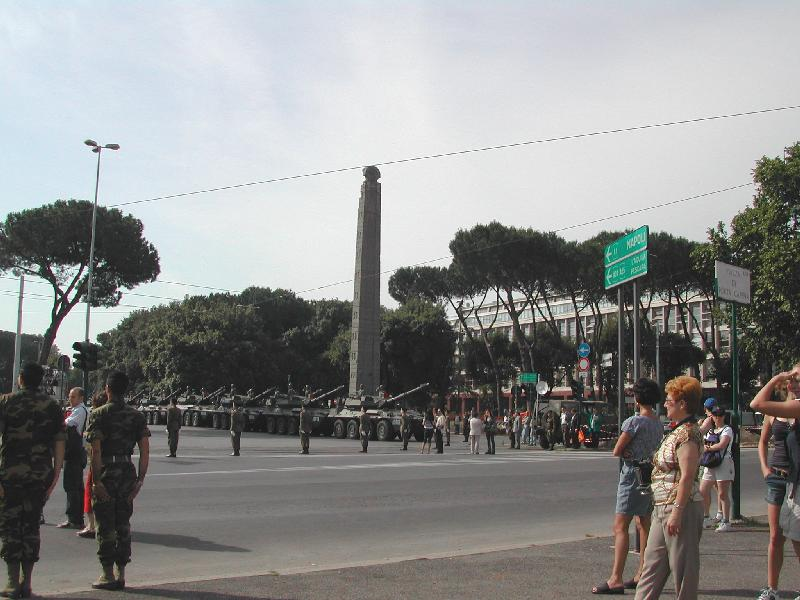
El obelisco de Aksum en Roma en 2002.

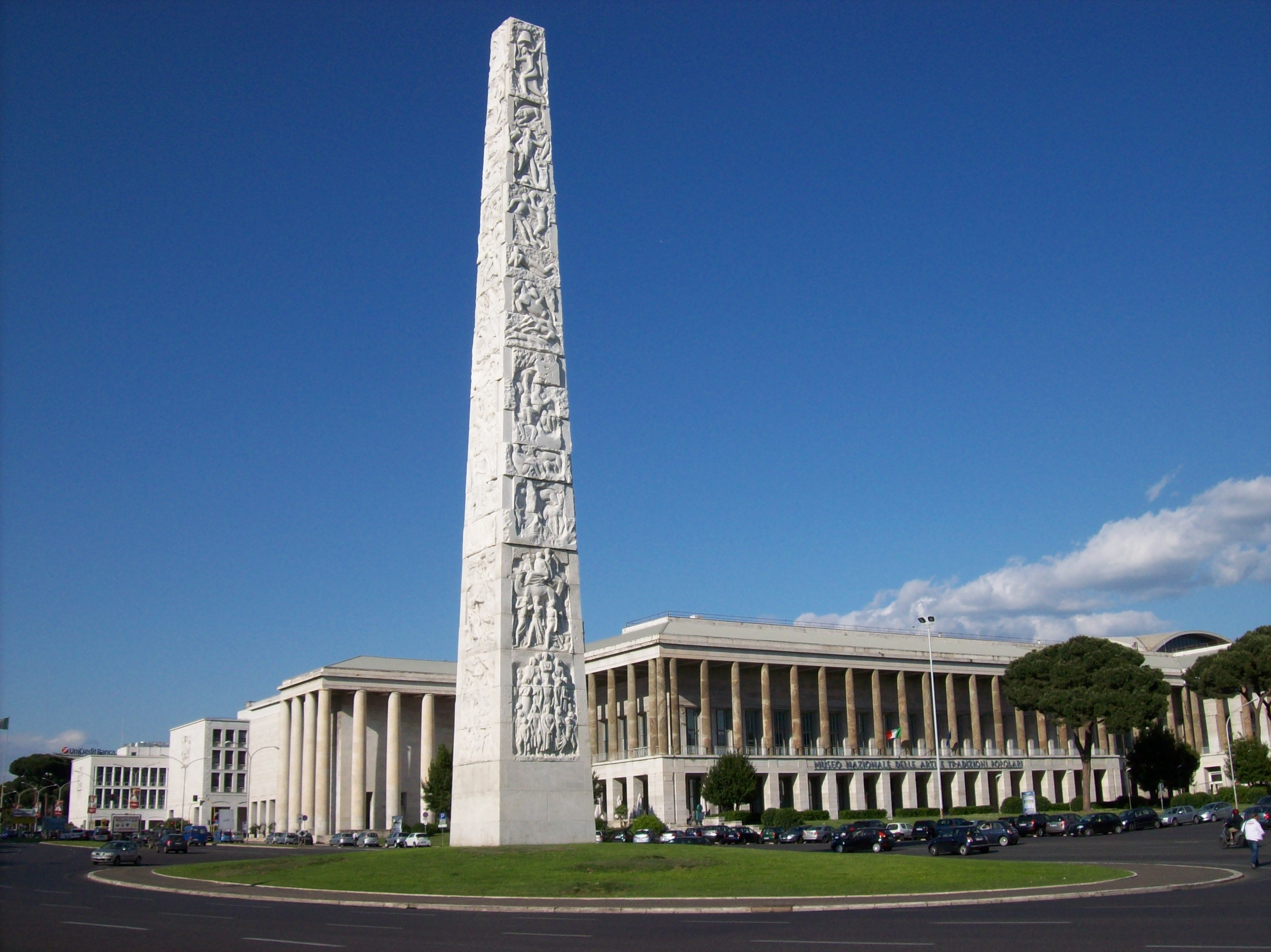
El obelisco Marconi, en el centro del distrito EUR.

También hubo un obelisco etíope en Roma, el obelisco de Aksum, de 24 m, ubicado en la Plaza de Porta Capena. Había sido tomado de Aksum por el Ejército italiano durante la ocupación italiana de Etiopía en 1937. Le alcanzó un rayo en mayo de 2002. Después de ser restaurado, se desarmó y se devolvió a Etiopía en abril de 2005.

## Obeliscos modernos
Hay cuatro obeliscos modernos bien conocidos en Roma:
1. uno en Villa Médici, copia del siglo XIX del original, encontrado en los jardines y llevado a Florencia.
2. dos obeliscos en la Villa Torlonia, erigidos en 1842, de granito de Baveno.
3. un monolito en el Foro Itálico, de 1932, de 17.5 m de altura, en mármol de Carrara, originariamente dedicado a Benito Mussolini, y que lleva la inscripción Mussolini Dux.
4. el obelisco Marconi, de 1959, de 45 m de altura, en el centro del distrito EUR, dedicado a Guglielmo Marconi, construido para los Juegos Olímpicos de 1960. Tiene 92 paneles en mármol blanco que contienen ilustraciones de la carrera de Marconi y escenas alegóricas.